# Estação Ferroviária de Cachoeira Paulista
A Estação Ferroviária de Cachoeira Paulista, localizada no município de Cachoeira Paulista, é um prédio histórico, construído no final do século XIX e tombado pelo CONDEPHAAT – Conselho de Defesa do Patrimônio Histórico, Arqueológico, Artístico e Turístico - do estado de São Paulo. O projeto é do engenheiro inglês Newton Bennton.
A estação ligava a Estrada de Ferro D. Pedro II que tinha bitola larga, com a Estrada de Ferro do Norte que tinha bitola estreita.

## História
A história da estação remonta à criação da primeira companhia ferroviária do Brasil, a Companhia de Estradas de Ferro Dom Pedro II, em 1855. Devido à expansão da produção de café no Vale do Paraíba, percebeu-se a necessidade da criação de um terminal que fosse capaz de escoar a crescente produção para os grandes portos de exportação no Rio de Janeiro. O terminal principal foi instalado na antiga Freguesia de Santo Antonio da Cachoeira, atualmente Cachoeira Paulista, pois ali era o último ponto navegável do Rio Paraíba do Sul. No ano de 1875 foi inaugurada uma estação provisória próxima ao local da atual, para que se iniciassem os trabalhos de conexão da Estrada de Ferro do Norte, que vinha de São Paulo, com a Dom Pedro II, que vinha do Rio de Janeiro. Em 07 de julho de 1877, portanto dois anos depois, a Estação Cachoeira Paulista foi inaugurada sob grandes festejos e comemorações, contando com a presença da Princesa Imperial Isabel Cristina, de seu marido, o Conde D'Eu, além de toda a alta aristocracia da região. A estação foi construída a partir do projeto do engenheiro Newton Bennaton.
Apesar de possuir uma posição estratégica, além de ser o maior terminal de carga de toda região, o problema da diferença de bitola acabou por colaborar para declínio do ciclo cafeeiro. Este problema só começou a ser resolvido em 1896, já durante o início da República, sendo concluída sua resolução no ano de 1908, três décadas após a inauguração, quando a estação já havia sido integrada ao patrimônio da Estrada de Ferro Central do Brasil, após a Estrada de Ferro do Norte falir.
Durante a Revolução Constitucionalista de 1932, esta Estação Ferroviária foi palco de intensos confrontos entre as forças paulistas e federais, servindo de base para o ponto de reabastecimento e apoio aos trens blindados que serviram as tropas constitucionalistas.